# Пятница (фильм, 2016)
«Пятница» — российская кинокомедия 2016 года. В российском прокате стартовала 26 февраля 2016 года. Телевизионная премьера фильма состоялась 15 декабря 2016 года на телеканале «СТС».
Слоган фильма: «Все ждём пятницу!».

## Сюжет
В фильме показан вечер пятницы в одном из московских ночных клубов, который как раз празднует свой день рождения. В клубе в этот вечер развлекается богатый «мамин сынок» Михаил Бондарь, у которого своя большая фирма, хотя она и переживает сейчас кризис. Он очень азартен, любит спорить и понтоваться, но не любит проигрывать. Друзья подшучивают над ним и предлагают ему спор: он до 3 часов ночи будет обслуживать посетителей ресторана как официант и если в конце вечера заберёт домой 10.000 рублей чаевых, то выиграет. В качестве приза он получит машину своего друга или же проиграет свою. Это задание оказывается сложным для Бондаря, ведь он мажор и у него крутой нрав, а тут ему приходится возиться с капризными посетителями.

## В ролях
- Данила Козловский — Михаил Бондарь, миллионер-официант
- Сергей Бурунов — Игорь Стрижевский, менеджер клуба
- Антон Шагин — Виталий Белов
- Катерина Шпица — Вера
- Павел Деревянко — Геннадий Антонов, психолог
- Максим Емельянов — Валентин Спивак, друг Гоши
- Аристарх Венес — Гоша
- Настасья Самбурская — Лера, «текильщица»
- Кирилл Плетнёв — Макс
- Евгения Брик — Елена Антонова
- Евгений Стычкин — Илья
- Никита Павленко — Аркадий
- Михаил Полицеймако — Лёша
- Азамат Нигманов — Темир
- Эммануил Виторган — Сергей Викторович Дубравин, актёр
- Алексей Гришин — Андреас
- Борис Хвошнянский — Никас, художник
- Антон Шурцов — Костя, официант
- Фархад Махмудов — Ахмат, шеф-повар
- Ирина Бутанаева — Ульмас
- Сергей Чирков — Егор
- Леонид Тележинский — Стас
- Ян Цапник — Вадим Равильевич, директор турфирмы
- Александра Прокофьева — Нелли
- Евгений «BadComedian» Баженов — камео

## Съёмочная группа
- Режиссёр-постановщик — Евгений Шелякин
- Авторы сценария — Евгений Шелякин, Ибрагим Магомедов, Саид Давдиев, Максим Аникин, Алексей Шуравин
- Оператор-постановщик — Андрей Дебабов
- Художник-постановщик — Эдуард Гизатуллин
- Художник по костюмам — Анастасия Егорова
- Художник по гриму — Мария Новикова
- Режиссёр монтажа — Даниэл Овруцкий
- Монтаж — Мария Уимкен, Дмитрий Слобцов, Юрий Власов
- Операторы стедикама — Сергей Попков, Григорий Попков

## Отзывы и оценки
В целом критики приняли фильм положительно.
- По словам Алекса Экслера: «Динамичная, забавная, яркая комедия, профессионально поставленная и оставляющая вполне хорошее послевкусие» и «Ну просто-таки почти на пять баллов, особенно если вспомнить, каким дурдомом зрителей часто потчуют под видом „весёлой российской комедии“»[1].
- В российской версии журнала The Hollywood Reporter отметили, что «при всей попсовости внешнего антуража, это одна из самых честных, пронзительных и правдивых отечественных картин последних лет»[2].
- По мнению сайта Киноафиша: «Назвать картину „Пятница“ откровенным провалом сложно, но и ничего особо впечатляющего в ней нет. Она вышла живой, бодрой, где-то даже весёлой, но не более того»[3].
- Сайт Weburg поставил фильму 7/10 баллов: «„Пятница“, за исключением сумбурного начала, — приятное, местами глупое, а местами забавное кино, никак не претендующее на многократный просмотр»[4].
- Фильм.ру оценил фильм на 6/10 баллов, пояснив: «Несколько неуместно выглядящая на фоне кризиса удалая комедия о завсегдатаях престижного ночного клуба хороша только своей основной сюжетной линией. Второй план, увы, смазан и тянет картину на дно»[5].
- Заключительное слово рецензии сайта Кино-театр.ру гласит: «картина получилась похожей на убойную вечеринку: в процессе вроде бы весело, но потом ощущается усталость, да еще голова побаливает»[6].